# استفانی الکینس
استفانی الکینس (به انگلیسی: Stephanie Elkins) (زادهٔ ۱۹۶۳) شناگر اهل ایالات متحده آمریکا است.